# Ksplice
Ksplice est une extension libre du noyau Linux permettant à l'administrateur système d'appliquer "à chaud" des patchs du noyau, sans redémarrage du système. Ksplice fonctionne pour les architectures x86 et x86-64 et est développé par Ksplice, Inc sous GNU General Public License.
Le 21 juillet 2011, Oracle a acquis Ksplice, Inc et modifié les termes d'utilisation de l'extension pour qu'elle soit compatible avec Oracle Linux.